# 에드가이

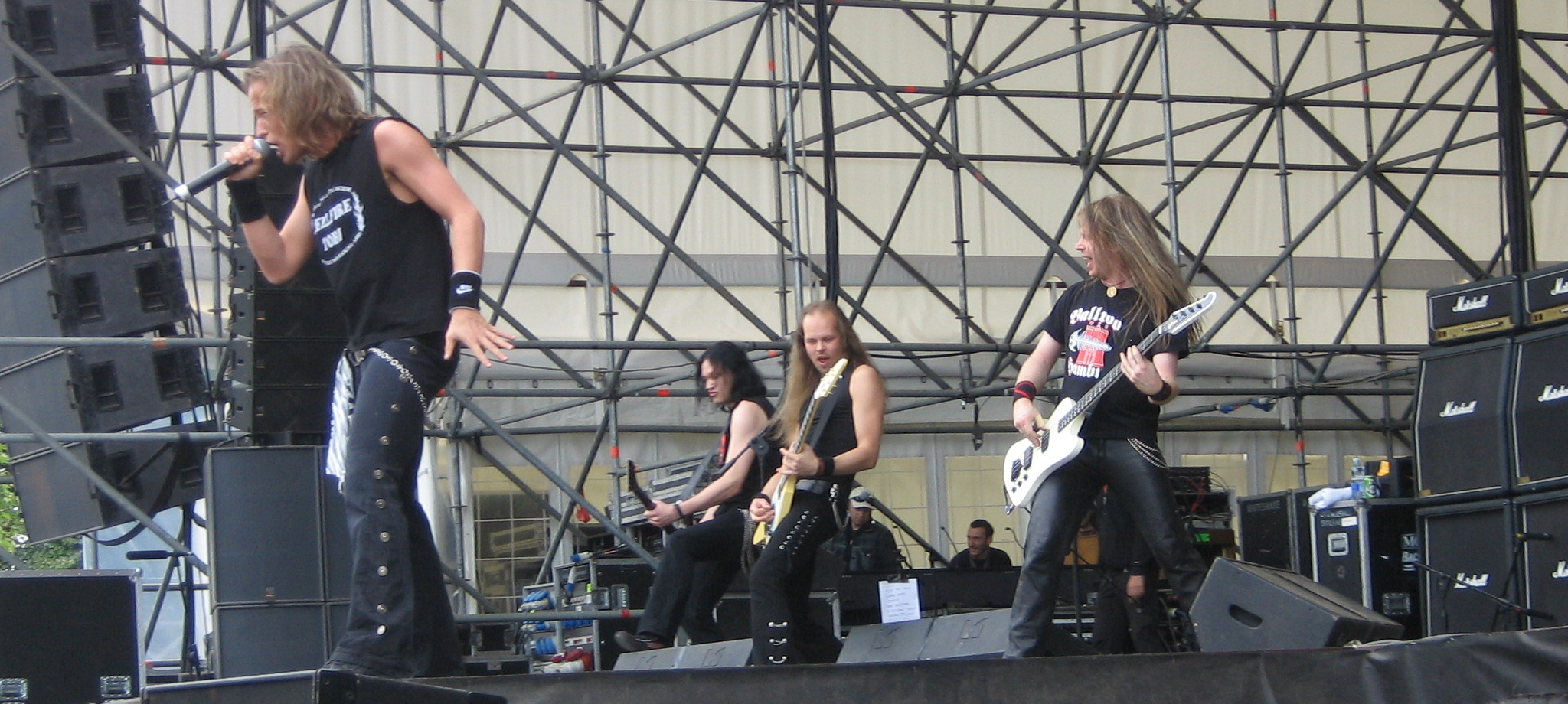

에드가이(Edguy)는 독일의 파워 메탈 밴드다.

## 구성원
- 토비아스 사멧 - 보컬
- 옌스 루드비히 - 리드 기타
- 더크 사우어 - 리듬 기타
- 펠릭스 본케 - 드럼
- 토비아스 엑셀 - 베이스